# Hylaeus montivagus
Hylaeus montivagus är en biart som beskrevs av Dathe 1986. Hylaeus montivagus ingår i släktet citronbin, och familjen korttungebin. Inga underarter finns listade i Catalogue of Life.